# SwissMediaForum
Das SwissMediaForum (SwissMediaForum – der Schweizer Medienkongress) ist ein Medienkongress in der Schweiz. Es findet einmal jährlich während zwei Tagen im Kultur- und Kongresszentrum Luzern statt und fokussiert sich auf die Schnittstellen zwischen Medien, Kommunikation, Wirtschaft und Politik. Seit 2019 wird der Kongress von den Schweizer Medienhäusern CH Media, NZZ, Ringier, SRG SSR und TX Group sowie dem Verlegerverband Schweizer Medien getragen.

## Geschichte
Das SwissMediaForum wurde 2011 vom Chefredaktor der Sonntagszeitung Der Sonntag (heute Chefredaktor CH Media), Patrik Müller, gegründet. Es fand erstmals am 11./12. Mai 2011 im KKL Luzern statt und war der erste Kongress, das Medien, Kommunikation, Unternehmen und Politik zusammenbrachte.
2015 wurde bekannt, dass das SwissMediaForum mit dem Verlegerkongress des Verbands Schweizer Medien zum «SwissMediaForum – der Schweizer Medienkongress» fusioniert. Für die Organisation und Durchführung des Anlasses wurde eine neue Gesellschaft gegründet, in das sich beide Seiten gleichberechtigt eingebracht haben.
Im Jahr 2019 sind die fünf Schweizer Medienhäuser CH Media, NZZ, Ringier, SRG SSR und TX Group direkt in das SwissMediaForum eingestiegen. Seither sind deren Chefs Peter Wanner, Felix Graf, Marc Walder, Gilles Marchand und Pietro Supino neben Patrik Müller sowie Präsident Andreas Binder im Verwaltungsrat vertreten.
Für das Programm zuständig sind die Chefredaktoren Patrik Müller und Arthur Rutishauser. Geschäftsführer ist seit April 2022 Manuel Egli.